# Capitaine Flam
Pour les articles homonymes, voir Flam.
Capitaine Flam (キャプテン・フューチャー, Kyaputen Fyūchā, litt. Captain Future) est une série télévisée d'animation japonaise produite par le studio Toei Animation. C'est aussi le titre et le nom du héros principal de cette série. Il s'agit de l'adaptation de la série de romans Capitaine Futur d'Edmond Hamilton.
Au Québec, la série a été diffusée à partir du 7 septembre 1980 sur le réseau TVA, et en France à partir du 7 janvier 1981 sur TF1 dans Les Visiteurs du mercredi. En Belgique, elle est diffusée [Quand ?] dans l'émission Lollipop. Elle a aussi été diffusée sur Télé Monte-Carlo en 1984 dans l'émission Télé Monte Cartoon.
Basée sur une collection de romans de space opera du Capitaine Futur écrits dans les années 40 par l'auteur Edmond Hamilton, la série réunit treize histoires indépendantes, découpées chacune en quatre épisodes de vingt-deux minutes. Cette adaptation des écrits de Hamilton reprend deux éléments-clés des romans : des explications scientifiques didactiques et la supériorité de l'esprit sur la force brute.
Dans le doublage français de la série, c'est le comédien Philippe Ogouz qui incarne le personnage du Capitaine Flam.

## Synopsis

### Intrigue
Le Capitaine Flam, de son vrai nom Curtis Newton est le fils de William et Elaine Newton, deux scientifiques qui travaillent dans une station spatiale en orbite autour de la Lune. Avec le professeur Simon Wright (qui mourra prématurément, son cerveau étant ensuite implanté dans un mini robot volant nommé « professeur Simon »), ils conçoivent le robot humanoïde Crag ainsi que Mala, un androïde à l'aspect humain pouvant changer d'apparence grâce aux avancées de la biologie moléculaire.
Au cours d'une attaque, la station spatiale est détruite ; William Newton meurt. Son épouse Elaine, grièvement blessée, parvient à s'échapper avec Mala, Crag et le professeur Simon. Sur son lit de mort, elle demande que son nouveau-né Curtis consacre sa vie à préserver la paix et l'ordre dans l'univers. L'enfant est ensuite éduqué par les trois compagnons rescapés de ses parents et, à dix-huit ans, Curtis Newton décide de dédier son existence à la lutte contre le mal. Il prend alors le pseudonyme de « Capitaine Flam » et s’engage dans des missions pour le compte du gouvernement intersidéral.
Flam, accompagné de Crag et Mala, et avec l'aide du professeur Simon, se sert de sa vaste éducation, notamment ses brillantes compétences scientifiques, pour triompher des missions périlleuses qu'on lui confie, parcourant l'espace à bord du CyberLab, son vaisseau spatial sophistiqué.

### Accroche française
« Au fin fond de l'Univers, à des années et des années-lumière de la Terre, veille celui que le gouvernement intersidéral appelle quand il n'est plus capable de trouver une solution à ses problèmes, quand il ne reste plus aucun espoir : le Capitaine Flam ! »

— Texte de l'accroche de la version française de la série, dite au début du générique de chaque épisode par l'acteur Dominique Paturel,.

## Épisodes
- Premier voyage : L'Empereur de l'espace
- Deuxième voyage : Les Cinq Mines de gravium
- Épisode hors série (spécial) : Course à travers le système solaire[note 1] (au Japon il a été diffusé le 31 décembre entre le 2e et le 3e voyage)
- Troisième voyage : Départ pour le passé
- Quatrième voyage : Le Créateur Universel
- Cinquième voyage : L'Univers parallèle
- Sixième voyage : Le Secret des Sept Pierres
- Septième voyage : La Planète noire
- Huitième voyage : La Révolte des prisonniers
- Neuvième voyage : Silence, on tourne !
- Dixième voyage : La Comète de Halley
- Onzième voyage : La Source de l'immortalité
- Douzième voyage : Les Semeurs de givre
- Treizième voyage : La Caverne de vie

## Personnages

### Personnages principaux
- Curtis Newton (Capitaine Flam)

C'est le principal héros du dessin animé. D'un tempérament calme et réfléchi, il sauve l'humanité par son intelligence et son courage ainsi que sa détermination. Ces qualités lui ont été inculquées durant sa jeunesse par ses acolytes Mala, Crag et le Professeur Simon, avec qui il vit depuis les décès de son père et de sa mère. Au cours de la série, il se rapprochera de plus en plus de Johann qui deviendra sa petite amie. Ken, qu'il rencontre au début de la série, devient petit à petit un fils pour lui.
Le Capitaine Flam est, pour ses missions, appelé par le président du gouvernement intersidéral. Il tient toujours sa parole et ne tue jamais personne.
- Professeur Simon Wright (cerveau)

Le professeur Simon Wright était le meilleur ami du père du Capitaine Flam (William Newton). Souffrant d'une maladie incurable, il décide de transférer son cerveau dans une machine afin de le conserver intact et de préserver l'ensemble des connaissances acquises.
- Crag (androïde de métal)

Il s'agit de l'un des trois personnages qui entourent le Capitaine Flam. Il s'agit d'un robot humanoïde en métal faisant 2 m de haut et ayant une masse d'une tonne. Il est doté d'une force herculéenne et ses doigts amovibles lui permettant de placer différents outils (refermés dans son abdomen) à l'extrémité de ses mains. Son caractère est plutôt docile et serviable.
- Mala (androïde synthétique - nom original : Otho[note 2])

Mala est un robot humanoïde ayant un pouvoir de polymorphisme grâce à sa structure synthétique. Il peut modeler son corps et son visage pour ressembler à une personne ou à une créature vivante.
Son caractère extraverti et moqueur crée souvent des chamailleries entre lui et Crag (notamment pour déterminer lequel est le plus « humain »).
- Johann Landor (agent de la Police des planètes - nom original : Joan Randall[note 2]).

Cette séduisante jeune femme est agent secret pour le Gouvernement intersidéral. Elle est amoureuse du Capitaine Flam. C'est aussi une aventurière très courageuse, qui prend souvent part aux aventures du Capitaine, en étant bien souvent la jeune femme à sauver...
- Ezla Garnie (Police des planètes - nom original : Ezra Gurney[note 2])

Colonel dans les forces de la police des planètes, c'est un ami de longue date du Capitaine. Il est présent dans un certain nombre des aventures du Capitaine accompagné de Johann.
- Ken Scott (nom original : Johnny Kirk[note 2])

Orphelin téméraire et débrouillard, il embarque clandestinement sur le CyberLab. Rapidement découvert, l'équipe du Capitaine Flam l'adopte. Occasionnellement présent dans la série animée, il n'apparaît que dans une seule histoire dans les romans de Edmond Hamilton.
- Limaille et Frégolo (noms originaux : Eek et 0og[note 2])

Ce sont les animaux de compagnie de Crag et Mala. Limaille, dont le maître est Crag, se nourrit de métaux et n'a pas besoin de respirer. Frégolo a des propriétés de métamorphose similaires à son maître Mala.
- Dominique Paturel : voix de l'accroche du générique de début
- Philippe Ogouz : le capitaine Curtis « Flam » Newton
- Sylvie Feit : l'officier Johann Landor
- Albert Augier : Mala, l'androïde
- René Arrieu : le président Cashew
- Georges Atlas : le robot Crag
- Jacques Torrens : le colonel Ezla Garnie
- Serge Lhorca : le professeur Simon Wright
- Jackie Berger : Ken Scott
- Michel Gudin : le narrateur

### Personnages secondaires et antagonistes
- René Arrieu : l'Empereur de l'espace (épisode L'Empereur de l'espace)
- Albert Augier : Olis, le mercenaire de l'Empereur de l'espace (épisode L'Empereur de l'espace)
- Sady Rebbot : le gouverneur Qwele / Kenneth Lester (épisode L'Empereur de l'espace)
- Claude Dasset : le général Jackal (épisode Départ pour le passé) / Varstok (épisode Les Semeurs de givre)
- Jean Violette : le roi Lulstane (épisode Le Créateur Universel)
- Francis Lax : Kahlon (voix 1, épisode L'Univers parallèle) / le professeur Zarro (épisode La Planète noire)
- Jackie Berger : Saturna (épisodes L'Univers parallèle et Le Secret des sept pierres)
- Sylvie Feit : l'assistante du président du gouvernement intersidéral
- Jacques Ferrière : Calonne (voix 2, épisode Le Secret des sept pierres)
- Jacques Chevalier : Kim Iwan (épisode La Révolte des prisonniers)
- Roger Carel : Qweldel / Zaan / Kunikil / Norton, le pilote de l’Arcturion / le général Sanders (épisode La Comète de Halley)
- Gérard Hernandez : l'Empereur de l'immortalité (épisode La Source de l'immortalité)
- Philippe Dumat : Norton / Goro, le chef des centaures / Cole (épisode La Caverne de vie)

 Source et légende : version française (VF) sur RS Doublage et Planète Jeunesse.

## Production

### Inspiration
Les aventures du Capitaine Flam sont une adaptation des romans illustrés Capitaine Futur, écrits par Edmond Hamilton à partir de 1940. Ces romans, très populaires dans de nombreux pays, sont méconnus en France où un seul récit semble avoir été traduit avant que les Éditions Le Bélial' ne les proposent en 2017.
Edmond Hamilton meurt en 1977. L'année suivante, Captain Future est adapté en animation au Japon et apparaît sur les écrans de télévision. Entre 1979 et 1981, la série Capitaine Flam atteint les écrans d'Europe, d'Amérique du Nord et du Sud. Porté par la vogue du space opera, le dessin animé connaît un succès massif en Allemagne, en France, en Belgique et en Espagne.
Capitaine Flam s'inscrit dans le cadre d'une déferlante de séries animées post-Star Wars, telles que les séries animées Ulysse 31, Albator, Goldorak, Cobra, La Bataille des planètes ou encore Il était une fois… l'Espace. Ces séries témoignent d'une certaine fascination de l'époque (de la fin des années 1970 au milieu des années 1980) pour l'espace et la conquête spatiale.
Dans ses romans, Edmond Hamilton considère que toutes les planètes de notre système solaire sont habitables et habitées. Il est à noter que 3 des lunes de Pluton, non encore découvertes à l'époque, Charon, Styx, and Cerberus d'après la mythologie grecque associée au dieu Pluton. 3 des 5 lunes de Pluton seront nommées Charon, Styx, and Kerberos (l'écriture grecque de Cerberus, Cerbère). Du système solaire, les histoires prennent ensuite place sur d'autres planètes, d'autres dimensions ou époques.

### Musique

#### Générique
Le générique français de Capitaine Flam est une chanson dont les paroles ont été écrites par Roger Dumas sur une musique de Jean-Jacques Debout,, interprétée par Richard Simon en 1981.
En 1987, lors de sa rediffusion dans le Club Dorothée, Bernard Minet interprète une nouvelle chanson composée par Jean-François Porry et Gérard Salesses. En 2002, Chantal Goya, l'épouse de Jean-Jacques Debout, reprend la chanson initiale dans une version dance.
Selon les pays de diffusion, la série a eu des génériques très différents. Par exemple, le générique allemand était une chanson instrumentale électronique planante au tempo ralenti.

#### Musiques d'ambiance
L'intérêt musical de la série Capitaine Flam doit aussi surtout à ses musiques d'ambiance, composées par Yuji Ohno, qui baignent les épisodes dans une atmosphère jazzy et disco, à la fois moderne et mélancolique.
Plusieurs albums reprenant ces musiques (ainsi que le générique japonais original) sont sortis au Japon. Yuji Ohno est également le compositeur des musiques du dessin animé manga Lupin III et de la série américaine CHiPs, ainsi que des musiques de la série Cobra.

### Version allemande
La version allemande de Captain Future diffère fortement de l'original japonais pour deux raisons. Comme il s'agissait d'un dessin animé, la chaîne de télévision allemande ZDF pensait que le groupe cible était constitué d'enfants. En conséquence, le matériel original a été censuré et rendu plus inoffensif pour les enfants. En outre, le matériel a été fortement raccourci afin de mieux s'intégrer dans le programme pour enfants de l'après-midi. Dans la version originale, presque toutes les histoires comportaient quatre épisodes, d'une durée d'environ 30 minutes chacun. Dans la version allemande, ils ont été remplacés par trois épisodes d'environ 25 minutes chacun.
La ZDF a diffusé les histoires dans l'ordre dans lequel elles ont été doublées. C'est pourquoi l'ordre diffère de celui de l'original, ce qui entraîne des erreurs de compréhension. Néanmoins, "Captain Future" a connu un grand succès dans les pays germanophones. Des doubleurs populaires y ont contribué, comme Hans-Jürgen Dittberner dans le rôle du "Captain Future", également connu comme voix allemande de Christopher Reeve (Superman) et Patrick Duffy (Dallas).
La version doublée allemande a non seulement ses propres dialogues et effets sonores. La bande-son a également été entièrement réenregistrée. Le compositeur Christian Bruhn a opté pour une musique jazz-disco moderne avec synthétiseur ; la musique du générique et un autre morceau contiennent la voix de son épouse Erika Bruhn. Aujourd'hui encore, la bande-son est populaire dans les pays germanophones et fait l'objet de reprises. Christian et Erika Bruhn ont également travaillé pour d'autres séries japonaises, l'exemple le plus connu étant la musique du générique de Heidi (avec Gitti et Erika).

## Éditions vidéo
- En 1997, IDP Home Video Music édite la série en VHS contenant une aventure par cassette. Suivie de deux coffrets, respectivement de 6 et 7 histoires.
- En 2000, sort à l'unité également chez IDP une série en DVD, comprenant deux voyages par disque[13]. Une boîte intégrale est éditée par la suite.
- En mars 2006, Déclic Images propose une version Blu-ray remastérisée en deux boîtes, sans disposer de la licence. Seul le premier coffret de 7 voyages (28 épisodes) sera commercialisé. Les jaquettes, prévues pour être horizontales, sont modifiées par leur auteur, Jérôme Alquié, pour le modèle vertical[14].